# Садрок
Садро́к (фр. Sadroc, окс. Sadran) — коммуна во Франции, находится в регионе Лимузен. Департамент — Коррез. Входит в состав кантона Донзнак. Округ коммуны — Брив-ла-Гайярд.
Код INSEE коммуны — 19178.
Коммуна расположена приблизительно в 410 км к югу от Парижа, в 70 км южнее Лиможа, в 17 км к западу от Тюля.

## Население
Население коммуны на 2008 год составляло 771 человек.
| 1962 | 1968 | 1975 | 1982 | 1990 | 1999 | 2008 |
| ---- | ---- | ---- | ---- | ---- | ---- | ---- |
| 610  | 647  | 586  | 594  | 634  | 636  | 771  |

## Экономика

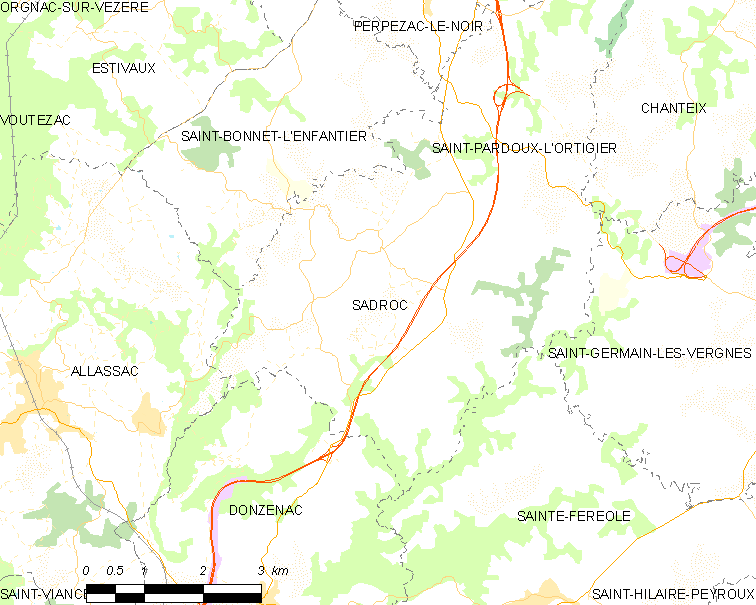
Карта коммуны

В 2007 году среди 450 человек в трудоспособном возрасте (15-64 лет) 349 были экономически активными, 101 — неактивными (показатель активности — 77,6 %, в 1999 году было 78,3 %). Из 349 активных работали 324 человека (174 мужчины и 150 женщин), безработных было 25 (12 мужчин и 13 женщин). Среди 101 неактивных 39 человек были учениками или студентами, 34 — пенсионерами, 28 были неактивными по другим причинам.